# Viaducte d'Osormort
El viaducte d'Osormort és un dels 50 viaductes que formen part de l'autovia C-25, popularment coneguda com a Eix Transversal. El viaducte es troba prop del petit municipi de Sant Sadurní d'Osormort, a la comarca d'Osona (Catalunya) motiu pel qual rep aquest nom. A diferència de la resta de viaductes de l'Eix Transversal, té la singularitat de ser el de major longitud (500 metres). El viaducte es troba dins el tram Gurb-Caldes de Malavella de l'Eix Transversal, que representa el 50% de l'obra i on es presenten més complicacions orogràfiques.
El viaducte d'Osormort, de fet, està format per dos viaductes paral·lels molt similars que van ser construïts en dos etapes temporals diferents, de la mateixa manera que totes les infraestructures que formen part de l'Eix Transversal. El primer viaducte va entrar en funcionament el 12 de desembre de 1997, moment en què l'Eix Transversal va quedar inaugurat amb caràcter de via ràpida. El segon viaducte, lleugerament diferent a l'anterior, va entrar en funcionament el gener de 2013, després de les obres de desdoblament que van donar a la carretera el caràcter d'autovia.
El viaducte passa per sobre la Riera Major i la carretera BV-5201, que connecta els municipis osonencs de Calldetenes, Sant Julià de Vilatorta, Sant Sadurní d'Osormort, Espinelves i Vilanova de Sau.
El viaducte és propietat de la Generalitat de Catalunya, igual que l'Eix Transversal.

## Dades geomètriques i geotècnies
El viaducte d'Osormort es desenvolupa en planta corba de 1550 m de radi sobre una vall de 509 m de longitud i altura màxima de 30 m. L'amplada total de la calçada entre extrems interiors de les defenses (de cadascun dels viaductes) és de 12 m.
El terreny sobre el qual reposa està constituït per granit biotític i altres zones sobre un mantell d'alteració granítica, tot ell recobert per una capa molt fina de terra vegetal que no excedeix d'1 m de gruix. En el centre de la vall es troba una petita zona al·luvial.
Per a la cimentació de les piles, els assajos i sondejos realitzats van aconsellar millorar les característiques del terreny per mitjà d'injeccions, que van permetre cimentar a cota superior i reduir les dimensions de les sabates de les piles.

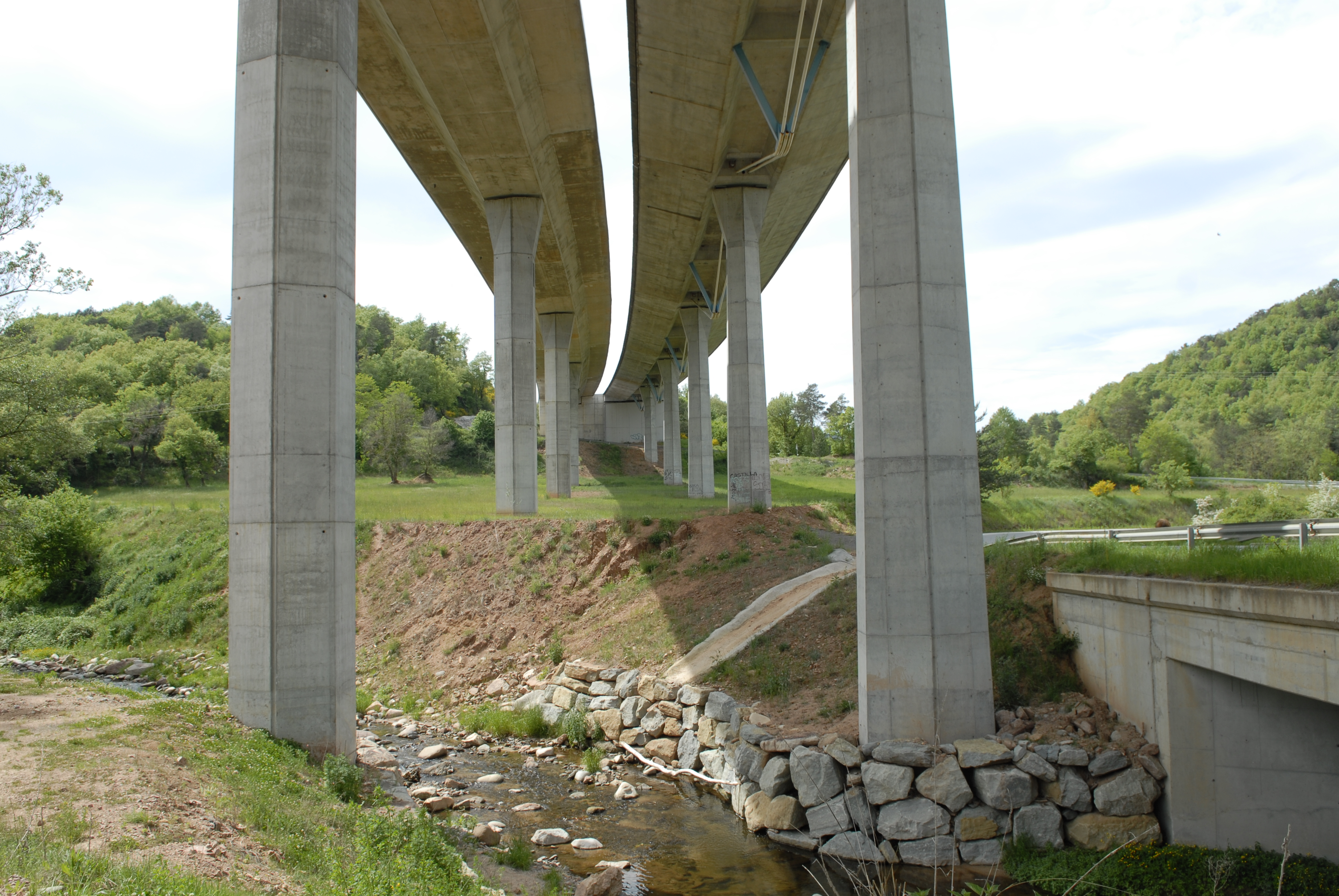
Part inferior del viaducte on s'observa la Riera Major i l'aspecte del terreny. Fotografia del 2014.

## El primer viaducte
El primer viaducte, la inauguració del qual es va produir el 12 de desembre de 1997, és el més singular dels dos. Té una longitud total de 509 m. En aquest viaducte es va aplicar per primera vegada al món una tècnica que va permetre atirantar inferiorment una llinda contínua de formigó pretesat. Els tirants inferiors creen un suport intermedi en la llinda per mitjà d'un puntal metàl·lic triangular. D'aquesta manera, no s'utilitza la calçada superior per allotjar torres d'on penjar els tirants, sinó que queda lliure. El viaducte es va construir amb cintra autoportant.
Aquest viaducte està format per 11 trams de 40 m de llum, envoltats per 2 trams de 32 m de llum. El taulell es recolza sobre 12 piles d'altura variable entre 11,5 i 30 m d'altura.
L'empresa constructora d'aquest viaducte va ser Agroman, S.A. Aquesta empresa actualment pertany a la multinacional espanyola Ferrovial, S.A.

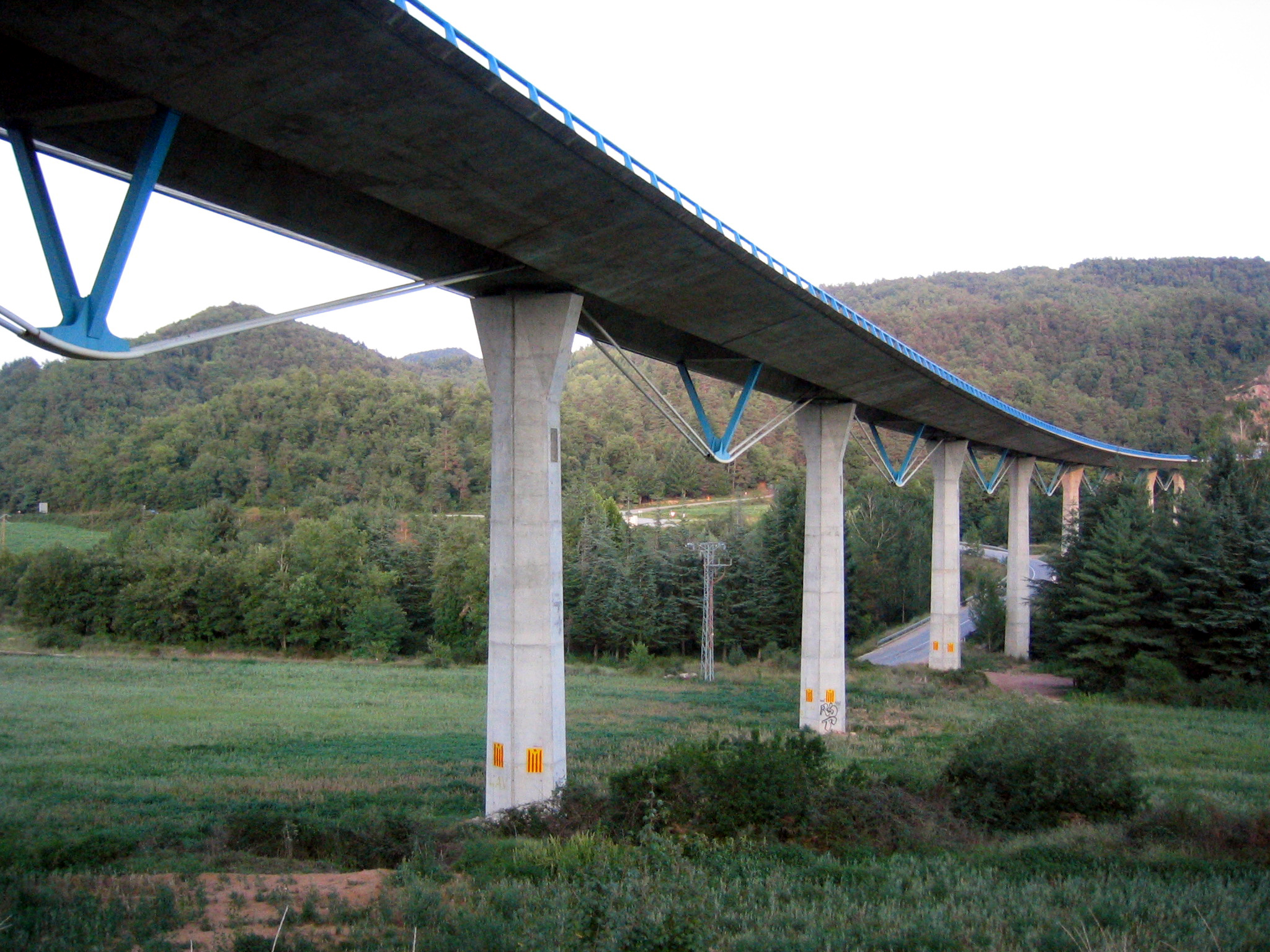
Fotografia del 1r viaducte feta el 2005. A la part inferior s'observen els tirants (dins els tubs blancs) i els puntals metàl·lics triangulars (de color blau), que serveixen de recolzament intermedi per les llindes contínues de formigó pretesat.

## El segon viaducte
El segon viaducte, inaugurat el gener de 2013, és una estructura de 500 m de longitud formada per un tauler continu de formigó pretesat de secció trapezial alleugerada i 13 vànols (amb 11 llums de 40 m i 2 llums de 32 metres), pilastres de fust i capitell hexagonal d'alçada màxima de 31,5 m i fonamentació sobre sabates.
El segon viaducte es va construir dins el pla de desdoblament de la C-25 aprovat per la Generalitat de Catalunya, que es va adjudicar a la concessionària Cedinsa. Aquesta empresa es va encarregar de la construcció del nou viaducte i del seu manteniment per un període de 33 anys.